# Alexander Mackay
Alexander MacKay (c. 1770 – 15 de junio de 1811) (también escrito McKay en algunos registros) fue un comerciante de pieles y explorador canadiense que trabajó al servicio de la North West Company y la Pacific Fur Company y que es recordado por haber participado en la expedición de 1793 de Alexander MacKenzie —la primera exploración europea que completó el primer viaje transcontinental más al norte de México del que se tiene constancia—, y por haber sido más tarde, en 1811, el cofundador de Fort Astoria, el primer puesto comercial establecido en la costa del Pacífico, cerca de la desembocadura del río Columbia, como parte de la expedición de Astor.

## Biografía

### Primeros años
Alexander MacKay nació probablemente en el valle de Mohawk, hoy en la zona central del estado de Nueva York, donde su padre, Donald MacKay había llevado a su familia después de la Guerra de los Siete Años. Lealista durante la Guerra de Independencia de los Estados Unidos, la familia abandonó la zona y vivió primero en el área de Trois-Rivières de Bajo Canadá. Luego se establecieron en la región de Glengarry, en el Alto Canadá sobre 1792.
Alexander MacKay se casó con Marguerite Waddens y tuvo un hijo, Thomas McKay, y tres hijas. Su hijo natural, Alexander Ross MacKay, nació de otra mujer.

### Años en la North West Company
MacKay estaba trabajando para la Compañía del Noroeste (North West Company, o NWC) en algún momento antes de 1791. En 1792 fue trasladado a Fort Fork (Peace River, Alberta) por petición de Alexander MacKenzie. MacKay acompañó a Mackenzie en su viaje por tierra de 1793 hasta el océano Pacífico el primer viaje que cruzó el continente al norte de México.
Desde 1793 hasta 1800 MacKay estuvo probablemente como asistente de la NWC en el distrito peletero del curso alto del río Inglés (ahora llamado río Churchill), cerca de La Lac Loche, hoy en día provincia de Saskatchewan. En 1800 fue nombrado socio de la NWC y trabajó en el distrito del río Inglés hasta 1804. En 1808 Mackay renunció a la NWC y regresó al Este para retirarse rico a los 38 años en Montreal. Esto da idea del nivel de ingresos que recibían los socios de las compañías del comercio de pieles.

### Años en la Pacific Fur Company
En 1810 Mackay, junto con otros varios miembros del personal jubilado de la NWC, como Donald Mackenzie y Duncan McDougall, firmó un acuerdo preliminar con el empresario estadounidense John Jacob Astor. Astor intentaba crear una nueva empresa de comercio de pieles que operase en la región del río Columbia. MacKay, McKenzie, y McDougall contrataron más trabajadores de Montreal para la compañía de Astor, la Pacific Fur Company.
MacKay reclutó algunas personas, entre ellos Gabriel Franchère, David Stuart, Robert Stuart, y el propio hijo de MacKay, Thomas, que tenía solamente 13 años. Todos ellos se unieron a MacKay en su viaje en 1811 por mar en el barco Tonquin, que tras rodear América del Sur, alcanzó la desembocadura del río Columbia. Durante el viaje, se desarrolló una creciente enemistad entre MacKay y Jonathan Thorn, capitán de la nave. Thorn intentó desembarcar a MacKay y otros en las Islas Malvinas.
Junto con Alexander Ross, MacKay fue decisivo en la fundación de Fort Astoria a principios de 1811. MacKay lideró varias partidas de comercio y exploración aguas arriba por el río Columbia en mayo de 1811. Luego, en junio de 1811 navegó como sobrecargo en el Tonquin y dirigió una expedición que intentó adquirir pieles de los nativos a lo largo de la costa hacia el norte. En un conflicto con las tribus nativas del Clayoquot Sound, el Tonquin fue atacado y destruido y casi todas las personas a bordo, entre ellas Alexander Mackay, fueron asesinadas.
Puesto que Thomas MacKay, su hijo, se había quedado en Fort Astoria, sobrevivió. La esposa de MacKay, Marguerite Waddens tampoco había viajado al oeste con la expedición y más tarde se casó con John McLoughlin y se trasladó también a la región del río Columbia. McLoughlin cuidó de Thomas como su hijastro.